# Tim Key
Timothy David Key (nacido el 2 de septiembre de 1976) es un poeta, comediante, actor, guionista y personalidad de radio inglés. Es mejor conocido por interpretar al compañero de Alan Partridge, Simon, en Mid Morning Matters, Alpha Papa y This Time, así como por su trabajo como miembro del grupo de comedia Cowards y su extensa lista de actuaciones en el Edinburgh Fringe. En 2009, ganó el Premio de Comedia de Edimburgo y fue nominado al Premio Malcolm Hardee a Originalidad de Cómico.

## Primeros años
Key nació el 2 de septiembre de 1976, en Cambridgeshire. Fue educado en los pueblos entrelazados de Histon e Impington en Impington Village College antes de pasar al Hills Road Sixth Form College en Cambridge y luego a la Universidad de Sheffield, donde estudió ruso. Después de graduarse, regresó a Cambridge y se unió a Cambridge Footlights, a pesar de no ser estudiante de la Universidad de Cambridge. Allí conoció a Tom Basden, Stefan Golaszewski y Lloyd Woolf, con quienes formó el grupo de sketches Cowards.

## Carrera

### Teatro
La primera aparición de Key con Footlights fue en la producción teatral Far Too Happy en 2001. El elenco, que incluía a Mark Watson y Sophie Winkleman, llevó el show al Edinburgh Fringe y fue nominado al Premio de Comedia de Edimburgo al Mejor Actor Revelación. Key ha asistido regularmente a Edimburgo desde entonces, actuando en exposiciones individuales y colaboraciones.
En 2009, el show de poesía en solitario de Key, The Slutcracker, ganó el premio de comedia de Edimburgo y fue nominado al premio Malcolm Hardee a la Originalidad Cómica. Llevó el show al Festival Internacional de Comedia de Melbourne al año siguiente.
Key coprotagonizó la obra Tree de Daniel Kitson cuando se estrenó en septiembre de 2013 en el Royal Exchange de Manchester. Luego, la obra se transfirió a The Old Vic en 2015. Apareció junto a Paul Ritter y Rufus Sewell en Art at The Old Vic de Yasmina Reza, dirigida por Matthew Warchus, de diciembre de 2016 a febrero de 2017.
El show de comedia de Key, Megadate, estuvo de gira de 2017 a 2018. Al igual que The Slutcracker, presentaba a Key leyendo poesía "deliberadamente mala" intercalada con películas en blanco y negro.

### Radio
Key ha sido escuchado regularmente en BBC Radio 4 desde 2006, cuando la estación encargó All Bar Luke, una serie basada en su espectáculo teatral anterior Luke & Stella. Se emitió de 2006 a 2008, con un especial de Navidad en 2009. Los proyectos de radio anteriores de Key incluyeron Cowards y Mark Watson Makes the World Substancially Better.
En 2010, Key fue escuchado como Duncan en la comedia de radio Party, creada por Tom Basden y basada en el show teatral del mismo nombre. En 2012, se reunió con Basden para el programa Late Night Poetry de Tim Key, una serie que presenta a Key leyendo poesía y a Basden brindando acompañamiento musical, intercalado con un diálogo entre los dos. Se han transmitido cinco series del programa hasta 2020.

### Álbum
El primer álbum de Key, Tim Key. With a String Quartet. On a Boat. fue lanzado por The Invisible Dot Ltd / Angular Records en noviembre de 2010. Presenta a Key leyendo poesía respaldada por un cuarteto de cuerda, con interjecciones de Basden.

### Televisión
Key apareció por primera vez en televisión en la comedia satírica Time Trumpet de 2006, como supervisor de efectos especiales de Eastenders. Al año siguiente, apareció como él mismo en Charlie Brooker's Screenwipe, leyendo poesía.
En 2009, Key (junto con Mark Watson y Alex Horne) cocreó We Need Answers para BBC Four, un programa de preguntas y respuestas cómico en el que celebridades responden preguntas planteadas por servicios de texto de respuesta a preguntas. Watson fue el anfitrión y Horne brindó soporte técnico y preguntas clave de lectura. Como parte del contenido adicional en línea del programa, la BBC subió videos de Key y Watson jugando No More Women, un juego de salón que habían inventado varios años antes, con Horne proporcionando la narración. Los tres se reunieron en 2020 para jugar el juego como un trío y lo rebautizaron como No More Jockeys.
En noviembre de 2010, Key apareció como "Sidekick Simon" junto a Steve Coogan en Mid Morning Matters, una serie en línea basada en el personaje de Alan Partridge de Coogan. La serie también se transmitió por Sky Atlantic en 2012. Key volvería a aparecer como Simon en la película de 2013 Alan Partridge: Alpha Papa y en la serie de la BBC This Time with Alan Partridge.
En 2013, Key interpretó a Greg en la serie de comedia dramática E4 Gap Year. En 2014, interpretó a Ian en el episodio "Sardines" de Inside No. 9. Su actuación fue elogiada, y un periodista lo llamó "un héroe anónimo de la comedia británica". Al año siguiente, fue panelista de la primera serie de Taskmaster y ha sido acreditado como "Consultor de tareas" desde la segunda serie del programa.
Key también ha tenido papeles menores en programas como Skins, Plebs, Life's Too Short, Stag, Peep Show, Brassic y The End of the F***ing World. También ha aparecido en paneles de programas Never Mind the Buzzcocks y House of Games de Richard Osman.
En 2022, Key protagonizó la serie de comedia de BBC Two The Witchfinder. Ese año también apareció como Ray, némesis y antiguo compañero de tiro con arco de Paul (Jim Howick) en un episodio de la comedia BBC1 de su amigo Tom Basden, Here We Go.

### Películas
Key y Basden colaboraron en el cortometraje The One and Only Herb McGwyer Plays Wallis Island en 2007. La película ganó el premio al Mejor Cortometraje del Reino Unido en el Festival Internacional de Cine de Edimburgo de 2007 y fue nominada al BAFTA de 2008 en la categoría de Mejor Cortometraje. En 2012, Key colaboró con el director J. van Tulleken en uno de los 16 cortometrajes que ganaron financiación de producción a través de BFI Shorts. La película resultante fue una comedia negra titulada Anthony, protagonizada por Key y Basden, en la que Key interpretó a Santa Claus.
Key repitió su papel de Sidekick Simon en la película Alpha Papa de Alan Partridge, de Steve Coogan, estrenada en agosto de 2013. También en 2013, apareció en la película de Richard Ayoade The Double. En 2019, volvió a protagonizar junto a Coogan en Greed, interpretando el personaje de Sam. En 2022, interpretó al comisionado Harrold Scott en See How They Run.

### Escritura
Key ha escrito cinco libros. El primero, Instructions, Guidelines, Tutelage, Suggestions, Other Suggestions and Examples Etc.: An Attempted Book by Tim Key. (And Conversations / Descriptions / A Piece About a Moth), se publicó en 2009. El segundo, 25 Poems, 3 Recipes and 32 Other Suggestions (An Inventory), se publicó en 2011. El tercero, The Incomplete Tim Key, fue publicado por Canongate Books en 2011.
En 2020, Key colaboró con la diseñadora Emily Juniper para crear He Used Thought As a Wife (An Anthology of Poems and Conversations from Inside). Este libro, publicado por Utter and Press, narra las experiencias de Key durante el primer bloqueo por COVID-19 en el Reino Unido. En 2022 se estrenó una secuela, Here We Go Around the Mulberry Bush (An Anthology of Poems and Conversations from Outside).

## Filmografía

### Películas
| Año  | Título                                            | Papel                    | Notas                  |
| ---- | ------------------------------------------------- | ------------------------ | ---------------------- |
| 2007 | The One and Only Herb McGwyer Plays Wallis Island | Charles                  | Cortometraje           |
| 2007 | Christmas at the Riviera                          | Gary                     | Película de televisión |
| 2009 | The Transaction                                   | El Poeta                 | Cortometraje           |
| 2010 | The Honeymoon Suite                               | Samuel                   | Cortometraje           |
| 2011 | One Day                                           | Cliente                  |                        |
| 2013 | I Give It a Year                                  | Alan                     |                        |
| 2013 | Alan Partridge: Alpha Papa                        | Simon Denton             |                        |
| 2013 | The Double                                        | Trabajador de cuidados   |                        |
| 2013 | The Harry Hill Movie                              | Asistente de baño        |                        |
| 2013 | Very Few Fish                                     | Jimbo                    | Película de televisión |
| 2014 | Anthony                                           | Santa                    | Cortometraje           |
| 2014 | Two Films About Loneliness                        | Jonathan Smallman (voz)  | Cortometraje           |
| 2014 | Not now Keith!                                    | Keith                    | Cortometraje           |
| 2017 | The Overcoat                                      | The Narrator             | Cortometraje           |
| 2018 | Wonderdate                                        | Man                      | TV short               |
| 2019 | Days of the Bagnold Summer                        | Dale                     |                        |
| 2019 | Greed                                             | Sam                      |                        |
| 2020 | Love Wedding Repeat                               | Sidney                   |                        |
| 2020 | Talk Radio                                        | Danny Mallard            | Cortometraje           |
| 2022 | See How They Run                                  | Comisionado Harold Scott |                        |

### Televisión
| Año       | Título                                  | Papel                                     | Notas                                |
| --------- | --------------------------------------- | ----------------------------------------- | ------------------------------------ |
| 2006      | Saxondale                               | Chico de promociones                      | Episodio: "Mice"                     |
| 2006      | Time Trumpet                            | Equipo de efectos especiales - Eastenders | Episodio: "Witness to a Wedding"     |
| 2007      | Annually Retentive                      | Kim                                       | Episodio: "Episode #2.5"             |
| 2007      | Angelo's                                | Steve                                     | Episodio: "Episode #1.4"             |
| 2009      | Cowards                                 |                                           | También escritor                     |
| 2010-2016 | Mid Morning Matters with Alan Partridge |                                           |                                      |
| 2011      | Life's Too Short                        | Reportero de noticias                     | Episodio: "Episode #1.2"             |
| 2012      | Skins                                   | Dr. O'Dwyer                               | Episodio: "Mini and Franky"          |
| 2012      | Games On                                | Dan                                       | Episodio: "Tent"                     |
| 2012      | A Young Doctor's Notebook               | Pyotr el Paciente                         | Episodio: "Episode Three"            |
| 2012      | 8 Out of 10 Cats Does Countdown         | Invitado en el rincón del diccionario     | Episodio: "Episode #1.1"             |
| 2013      | Chickens                                | Thomas                                    | Episodio: "Men on Leave"             |
| 2014      | Inside No. 9                            | Ian                                       | Episodio: "Sardines"                 |
| 2014      | Playhouse Presents                      | Jonah                                     | Episodio: "The Dog Thrower"          |
| 2014      | Plebs                                   | Mushki                                    | Episodio: "The New Slave"            |
| 2015      | Cradle to Grave                         | Stutely                                   | 2 episodios                          |
| 2015      | Together                                | Joseph                                    | 4 episodios                          |
| 2015      | Peep Show                               | Jerry                                     | 3 episodios                          |
| 2015      | Taskmaster                              | Él mismo                                  | 6 episodios                          |
| 2016      | Stag                                    | Aitken                                    | Episodio: "Episode 1"                |
| 2016      | Year Friends                            | Peter Priest                              | 3 episodios                          |
| 2016      | Drunk History: UK                       | Varios                                    | 5 episodios                          |
| 2017      | Gap Year                                | Greg                                      |                                      |
| 2017      | Pls Like                                | James Wirm                                |                                      |
| 2017      | Comedy Playhouse                        | Sheriff de Nottingham                     | Episodio: "Tim Vine Travels in Time" |
| 2017      | Zapped                                  | Sextus                                    | Episodio: "Showtime"                 |
| 2017      | Detectorists                            | Tim                                       | 3 episodios                          |
| 2017      | Random Acts                             | Regular                                   | Episodio: "episodio #4.3"            |
| 2018      | Trust                                   | Gavin                                     | Episodio: "John, Chapter 11"         |
| 2019-2021 | This Time with Alan Partridge           | Simon Denton                              |                                      |
| 2019-2021 | Brassic                                 | Vortex                                    | 2 episodios                          |
| 2019-2021 | The Reluctant Landlord                  | Tommy                                     | Episodio: "Love Is in the Air"       |
| 2019-2021 | The End of the F***ing World            | Gus                                       | 2 episodios                          |
| 2021      | Los irregulares                         | Gregson                                   | 2 episodios                          |
| 2021      | Stath Lets Flats                        | Howard                                    | Episodio: "Here Comes The Steven"    |
| 2021      | Cryptids                                |                                           | Episodio: "Owlman"                   |
| 2022      | After Life                              | Rude Date                                 | Episodio: "Episode #3.4"             |
| 2022      | The Witchfinder                         | Gideon Bannister                          |                                      |
| 2022      | Richard Osman's House of Games          | Él mismo                                  | Episodio: "Episodes #6.46 a #6.50"   |
| 2022      | Here We Go                              | Ray                                       | Episodio: "Dad's Bronze Medal"       |
| 2022      | The Train                               |                                           |                                      |
| 2023      | The Great Stand Up to Cancer Bake Off   | Él mismo / Concursante                    | Especial benéfico                    |
| 2023      | Great Expectations                      | Sr. Wopsle                                | 1 episodio                           |